# Gold Coast Rollers
Die Gold Coast Rollers waren eine professionelle Basketball-Mannschaft der australasischen National Basketball League (NBL) aus der im australischen Bundesstaat Queensland gelegenen Stadt Gold Coast. Das Team gründete sich 1990 als Gold Coast Cougars und nahm 1992 den Namen Gold Coast Rollers an. Im Jahre 1996 löste sich das Team auf.

## Saisonbilanzen
- Meister der NBL
- Vizemeister der NBL

| Saison | Platz | Spiele | Siege | Niederlagen | Siegquote in % | PlayOffs           |
| ------ | ----- | ------ | ----- | ----------- | -------------- | ------------------ |
| 1990   | 11    | 26     | 9     | 17          | 34,6           | nicht qualifiziert |
| 1991   | 8     | 26     | 14    | 12          | 53,8           | nicht qualifiziert |
| 1992   | 10    | 24     | 11    | 13          | 45,8           | nicht qualifiziert |
| 1993   | 10    | 26     | 12    | 14          | 46,2           | nicht qualifiziert |
| 1994   | 10    | 26     | 10    | 16          | 38,5           | nicht qualifiziert |
| 1995   | 13    | 26     | 5     | 21          | 41,7           | nicht qualifiziert |
| 1996   | 14    | 26     | 6     | 20          | 23,1           | nicht qualifiziert |

## Trainerhistorie
- Larry Sengstock: 1990–1992
- Mike Mitchell: 1993–1994
- Peter Harvey: 1995–1996